# Anthimus V van Constantinopel
Anthimus V (Grieks: Άνθιμος Ε΄) (Tekirdağ, 1779 - Constantinopel, 24 juni 1842) was patriarch van Constantinopel van 1841 tot 1842.
Patriarch Anthimus V was afkomstig uit het Turkse Rhaedestus. Hij was eerst achtereenvolgens metropoliet van Agathopolis (1815-1821), van Anchialus (1821-1831) en van Cyzicus (1831-1841). In 1841 werd hij door de Verheven Porte aangewezen als opvolger van patriarch Anthimus IV. Hij stierf echter al één jaar later in 1842.